# Sebevražda

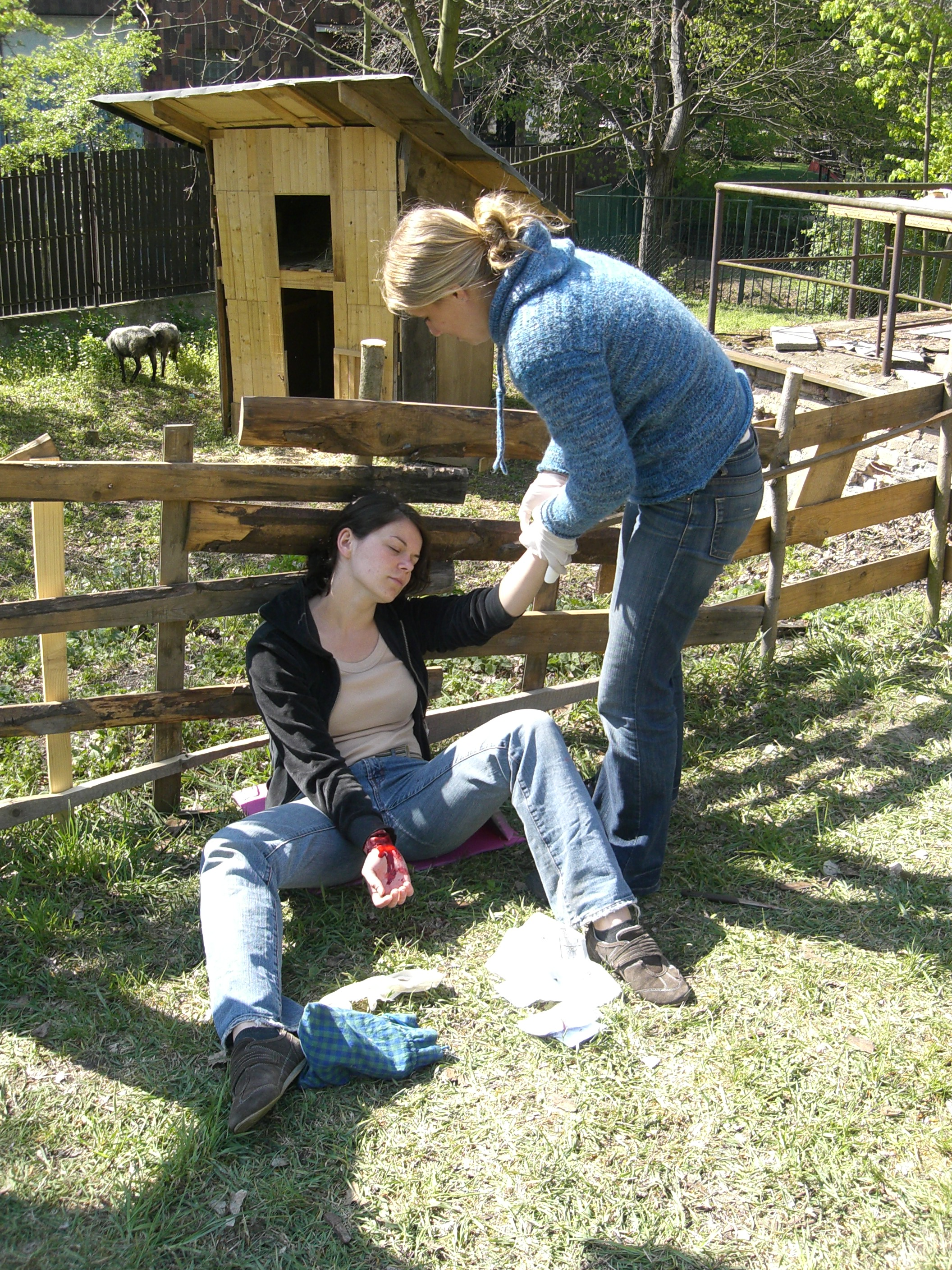
První pomoc osobě pokoušející se o sebevraždu podříznutím žil během školení vodních záchranářů Červeným křížem (v rámci výcviku je fixována druhá zdravá ruka)

Sebevražda (latinsky suicidium) je čin, kterým člověk úmyslně zapříčiní vlastní smrt. „Z psychologického hlediska je sebevražda agresí obrácenou proti sobě. Lze si však představit i jiné psychologické mechanismy včetně projevu zoufalství, existenciální tísně a neschopnosti dál žít.“
Příčinou může být deprese, bipolární porucha, schizofrenie, alkoholismus, narkomanie aj. Svou roli nezřídka hrají i stresové faktory, jako jsou například finanční potíže nebo problémy s mezilidskými vztahy. Snaha zabránit sebevraždám se odráží v omezení přístupu ke střelným zbraním, v léčbě duševních nemocí, v psychoterapii, v terapii při zneužívání návykových látek i zlepšování ekonomického rozvoje.
Nejběžnější způsoby sebevraždy se v různých zemích liší a částečně souvisejí s dostupností prostředků k jejímu provedení. Mezi časté formy patří oběšení, otrava pesticidy a použití střelné zbraně. Na následky sebevraždy každoročně zemře přibližně 800 000 až 1 000 000 osob, což celosvětově činí sebevraždu desátou hlavní příčinou úmrtí. Mezi sebevrahy je více mužů než žen, přičemž u mužů je pravděpodobnost, že se zabijí, třikrát až čtyřikrát větší než u žen. Každý rok dojde přibližně k 10 až 20 miliónům neúspěšných pokusů o sebevraždu; ty jsou častěji zaznamenány u mladších osob a u žen.
Názory na sebevraždu byly vždy ovlivňovány širšími existenčními tématy, jako jsou náboženství, čest a smysl života. Abrahámovská náboženství sebevraždu tradičně považují za urážku Boha, neboť vyznávají posvátnost života. Během samurajské éry v Japonsku byl rituál seppuku uznáván jako prostředek odčinění selhání nebo forma protestu. Satí, nyní nezákonný hinduistický pohřební obřad, očekával od vdovy sebeupálení na manželově pohřební hranici, ať už dobrovolně nebo pod nátlakem ze strany rodiny a společnosti.
Zatímco dříve byly sebevražda i pokus o ni trestně postižitelné, ve většině západních zemí tomu tak již není. Ve většině islámských zemí však zůstává tento způsob odchodu ze života trestným činem. Ve 20. a 21. století byla sebevražda formou sebeupálení prostředkem protestu, zatímco Kamikaze a sebevražedné bombové útoky byly využívány jako forma vojenské nebo teroristické taktiky.

## Definice
Sebevražda, označovaná rovněž jako dokonaná sebevražda, je „akt odnětí si vlastního života“. Pokus o sebevraždu nebo sebevražedné chování bez fatálních následků jsou pak charakterizovány jako sebepoškození motivované touhou ukončit vlastní život, které však nemá za následek smrt. Asistovaná sebevražda je typ sebevraždy, kdy jednotlivec nepřímo pomáhá druhému člověku přivodit si smrt, a to poskytnutím rady nebo prostředků k jejímu spáchání. Tím se asistovaná sebevražda liší od eutanazie, při níž druhá osoba hraje mnohem aktivnější roli. Sebevražedné myšlenky jsou myšlenky na ukončení vlastního života.

### Označení
Slovo sebevražda je spojením zvratného zájmena a slova vrah/vražda (má základ v praslovanském výrazu vorgъ – nepřítel; v češtině došlo k posunu významu). Pro označení vykonání sebevraždy je v češtině ustálené slovní spojení „spáchat sebevraždu“. Slovo spáchat se přitom v češtině pojí s negativními jevy (spáchat zločin, spáchat hřích). To souvisí také s vlivem křesťanského náboženství, které tento skutek považuje za těžký hřích, sebevrahům byl v minulosti dokonce odepřen křesťanský pohřeb. Přitom toto spojení se začalo používat až v 19. století. Dřívější prameny, pokud takový jev popisují, volí přímá slova jako „nalehl na meč“ či „oběsil se“. V 19. století se používaly také pojmy samovrah, samovražda a také básnické pojmy samobijstvo, samobojstvo.
Pro sebevraždu se používají i různé eufemismy, např. dobrovolný odchod ze života, vzít si život. Psycholog Pavel Říčan ve své knize Agresivita a šikana mezi dětmi používá pojmenování suicidium, které překládá jako sebezabití. Připojuje k němu poznámku: „Záměrně neužívám slova „sebevražda“, které má odsuzující akcent; ten není u některých suicidií na místě.“ V českém překladu knihy rakouského esejisty a obhájce sebevraždy Jeana Améryho Vztáhnout na sebe ruku se pro sebevraždu navrhuje termín dobrovolná smrt, pro člověka, který se k sebevraždě chystá, označení suicidér a pro oběť dokonané sebevraždy označení suicidant.

## Rizikové faktory

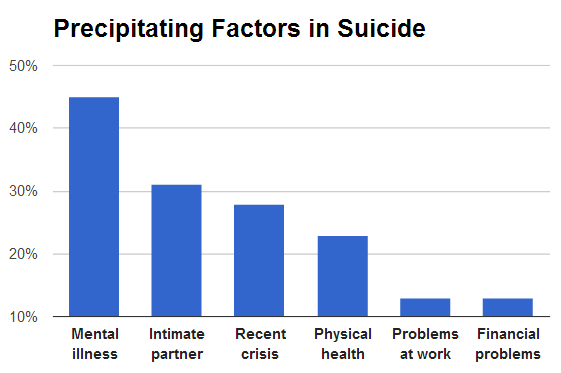
Okolnosti zvyšující pravděpodobnost sebevraždy v 16 amerických státech v roce 2008.

Mezi faktory, které ovlivňují riziko sebevraždy, patří genetická dispozice, psychiatrické poruchy, narkomanie, různé psychické stavy, kulturní, rodinné a společenské situace a genetika. Duševní onemocnění a zneužívání návykových látek jsou často souběžnými jevy. Mezi další rizikové faktory patří předchozí pokusy o sebevraždu, snadná dostupnost prostředků k jejímu spáchání, předchozí sebevražda v rodině nebo traumatické poranění mozku. Příkladem je počet sebevražd v domácnostech se střelnými zbraněmi, který je vyšší než v domácnostech, které střelné zbraně nevlastní. Socioekonomické faktory, například nezaměstnanost, chudoba, bezdomovectví a diskriminace jsou další skutečnosti, které mohou myšlenky na sebevraždu vyvolat. Přibližně 15–40 % osob zanechává dopis na rozloučenou. Má se za to, že genetika stojí za přibližně 38 % až 55 % případů sebevražedného chování. Váleční veteráni jsou ohroženi vyšším rizikem sebevraždy částečně i v důsledku vyššího počtu případů duševních onemocnění a zdravotních problémů souvisejících s válkou.

### Genetické dispozice
Vědci předpokládají, že lidé s abnormální verzí genu SKA2 mohou mít větší problémy zastavit příliv hormonů, které jejich tělo produkuje v reakci na stres (KAMINSKI 2014) a díky kterým tělo zůstává v negativním rozpoložení a zvýšené připravenosti reagovat na nebezpečí. Podle experimentů až u 80% sebevrahů je možné pomocí testu předvídat hrozící pokus o sebevraždu.

### Duševní poruchy
Duševní poruchy jsou v okamžiku sebevraždy častým jevem; odhady se pohybují mezi 27 % a více než 90 % případů. U osob přijatých na psychiatrické oddělení je doživotní riziko dokonané sebevraždy přibližně 8,6 %. Celá polovina osob, jež zemřely v důsledku sebevraždy, pravděpodobně trpěla depresí; tato nebo některá z dalších afektivních poruch, například bipolární porucha, zvyšuje riziko sebevraždy dvacetinásobně. Mezi další významné příčiny sebevražd patří schizofrenie (14 %), poruchy osobnosti (14 %), bipolární porucha a posttraumatická stresová porucha. Na následky sebevraždy umírá přibližně 5 % osob se schizofrenií. Poruchy příjmu potravy jsou dalším onemocněním spojeným s vysokým rizikem sebevraždy.
Nejvýznamnějším prediktivním ukazatelem eventuálního dokonání sebevraždy jsou předchozí sebevražedné pokusy. Přibližně 20 % sebevražd předchází dřívější pokus o sebevraždu a z těch, kteří se o sebevraždu pokusí, ji do roka dokoná 1 % a více než 5 % pak sebevraždu spáchá po 10 letech. Ačkoli sebepoškozování není považováno za pokus o sebevraždu, sebepoškozující chování se zvýšeným rizikem sebevraždy souvisí.
V přibližně 80 % případů dokonaných sebevražd dotyčná osoba navštívila lékaře během roku předcházejícího úmrtí; ve 45 % tato návštěva proběhla v měsíci předcházejícím sebevraždě. Asi 25–40 % osob, které sebevraždu dokonaly, v předchozím roce kontaktovalo služby péče o duševní zdraví.

### Užívání návykových látek

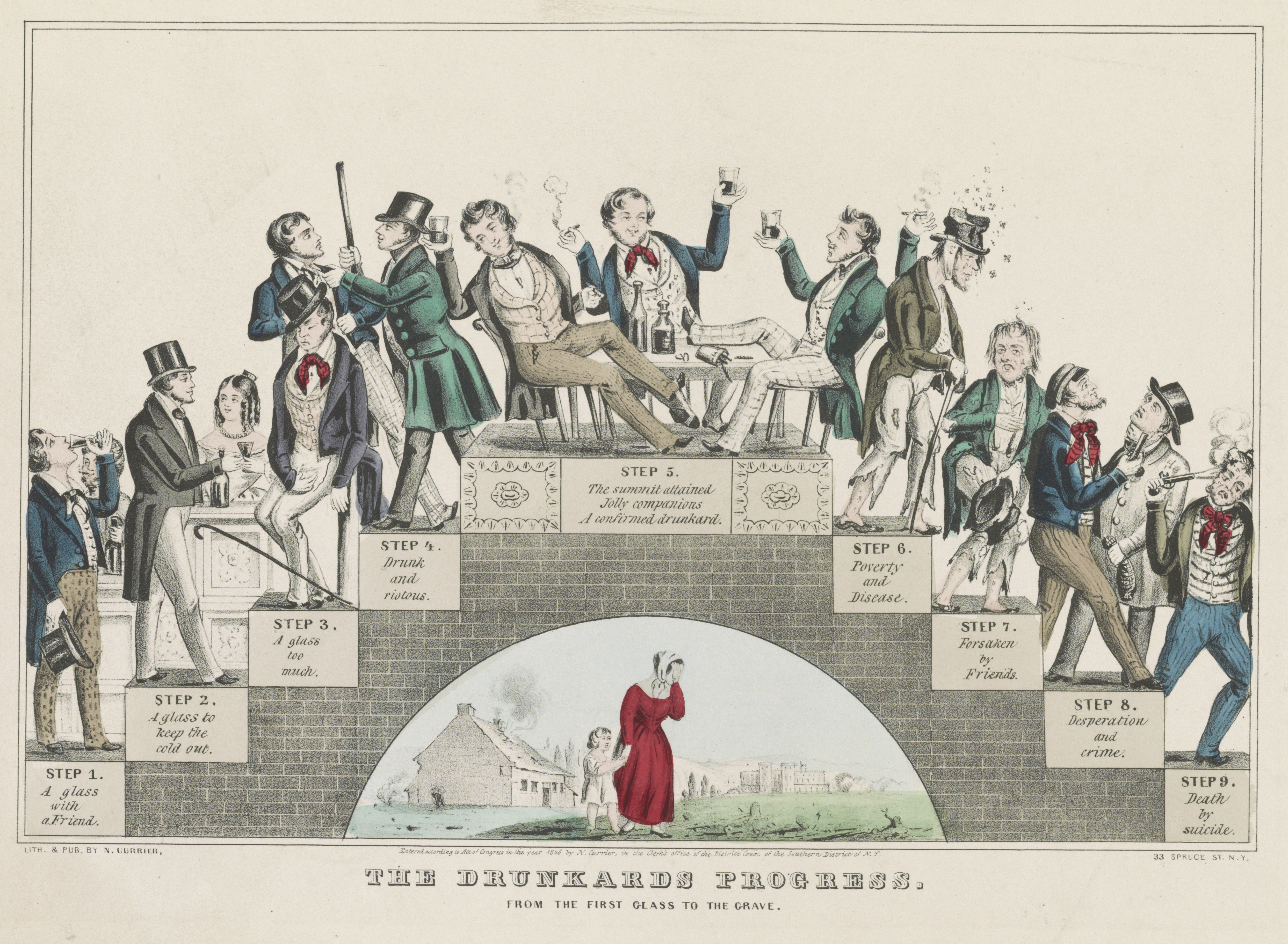
Obraz „Cesta opilce“ z roku 1846 znázorňuje, jak může alkoholismus vést až k sebevraždě

Zneužívání návykových látek je druhým nejběžnějším rizikovým faktorem sebevraždy po depresi a bipolární poruše. Se sebevraždami souvisí jak chronické zneužívání látek, tak akutní intoxikace. V kombinaci s osobním zármutkem, například z důvodu úmrtí blízké osoby, se riziko ještě dále zvyšuje. Zneužívání látek je také spojováno s poruchami duševního zdraví.
Většina osob je v okamžiku spáchání sebevraždy pod vlivem sedativně-hypnotických látek (jako je například alkohol nebo benzodiazepiny); alkoholismus hraje roli u 15 % až 61 % případů. V zemích s vysokou spotřebou alkoholu a vyšší hustotou míst, kde se alkohol rozlévá, je rovněž vyšší počet sebevražd, přičemž tato souvislost se vztahuje zejména na konzumaci destilovaných alkoholických nápojů, nikoli na konzumaci alkoholu obecně. Přibližně 2,2–3,4 % osob léčených z alkoholismu v určitém okamžiku života umírá na následky sebevraždy. Alkoholici, kteří se pokoušejí spáchat sebevraždu, jsou obvykle muži staršího věku, kteří se o ni již dříve pokusili. Ke 3 až 35 % případů úmrtí osob užívajících heroin dochází v důsledku sebevraždy (přibližně čtrnáctinásobek počtu úmrtí osob, které tuto drogu neužívají).
Užívání kokainu a metamfetaminů se sebevraždou velmi úzce souvisí. U osob užívajících kokain je riziko nejvyšší během abstinenční fáze. Osoby užívající inhalanty jsou rovněž vystaveny značnému riziku sebevraždy – v určitém okamžiku života se o ni pokusí přibližně 20 % a více než 65 % o ní uvažuje. Kouření cigaret je s rizikem sebevraždy rovněž spojováno. Pro tuto souvislost existuje jen málo důkazů, byly však vysloveny hypotézy, že ti, kteří mají předpoklad ke kouření, mají rovněž předpoklady k sebevraždě, že kouření způsobuje zdravotní problémy, které lidi následně vedou k myšlenkám na ukončení života, a že kouření má vliv na chemické pochody v mozku, které jsou příčinou sebevražedných sklonů.Konopí však podle všeho toto riziko nijak nezvyšuje.

### Gamblerství
Gambleři (patologičtí hráči) jsou v porovnání s běžnou populací spojováni s častějšími myšlenkami na sebevraždu a pokusy o ni. O sebevraždu se pokusí 12 až 24 % patologických hráčů. Počet sebevražd jejich životních partnerů je třikrát vyšší než u běžné populace. Mezi další faktory, které u gamblerů riziko sebevraždy zvyšují, patří duševní nemoci, alkohol a užívání drog.

### Nemoci
Mezi sebevražedností (suicidalitou) a zdravotními problémy existuje jistá souvislost; ke zmíněným zdravotním potížím mimo jiné patří chronická bolest, traumatické poranění mozku, rakovina, hemodialýza, HIV nebo systémový lupus erythematodes. Diagnóza rakoviny riziko následné sebevraždy přibližně zdvojnásobuje. Zvýšená sebevražednost přetrvává i po vypořádání se s depresivním onemocněním nebo závislostí na alkoholu. U osob s více než jedním onemocněním je riziko obzvláště vysoké. V Japonsku jsou zdravotní problémy uváděny jako hlavní důvod sebevraždy.
Poruchy spánku, například nespavost a spánková apnoe, jsou u deprese a sebevraždy dalšími rizikovými faktory. V některých případech mohou být poruchy spánku rizikovým činitelem nezávislým na depresi. Symptomy podobnými afektivním poruchám se může projevovat celá řada dalších onemocnění, mezi něž patří např. hypotyreóza, Alzheimerova choroba, nádory mozku, systémový lupus erythematodes a nežádoucí vedlejší účinky řady léků (například beta blokátorů a steroidů).

### Psychosociální stavy
Riziko sebevraždy zvyšuje řada psychosociálních stavů. Patří mezi ně pocit beznaděje, ztráta radosti ze života, deprese a úzkostlivost. Roli hraje rovněž snížená schopnost řešit problémy, ztráta dřívějších schopností a snížená kontrola impulzivního chování. U starších osob je významným faktorem vnímání sebe sama jako přítěže pro ostatní.
Riziko zvyšují také nedávné stresující životní situace, například ztráta člena rodiny nebo přítele, ztráta zaměstnání, společenská izolace (např. osamělý život). Vyššímu riziku jsou vystaveni i ti, kteří nikdy nevstoupili do manželského svazku. Riziko sebevraždy může snížit aktivní víra člověka. To je přičítáno negativnímu postoji, který k sebevraždě mnohá náboženství zaujímají, a větší vztahové pospolitosti, kterou náboženství může poskytovat. U muslimů, stejně jako jiných skupin věřících, byl prokázán nižší počet sebevražd.
Někteří lidé mohou sebevraždu spáchat jako únik před šikanou či předsudky. Sexuální zneužívání v dětství a čas strávený v pěstounské péči jsou rovněž dalšími z rizikových faktorů. Má se za to, že sexuální zneužívání k celkovému riziku přispívá až z 20 %.
Vývojová psychologie vysvětluje sebevraždu tak, že může zlepšovat inkluzivní zdatnost. Osoba, která páchá sebevraždu, již nemůže mít více dětí a tím, že zůstává naživu, odčerpává zdroje a prostředky, které by mohlo využívat její příbuzenstvo. Námitkou je, že smrt zdravých dospělých jedinců reprodukční schopnost pravděpodobně nijak nezvýší. Adaptace na velmi odlišné původní prostředí může být v tom současném kontraproduktivní.
S rizikem sebevraždy souvisí také chudoba. Relativní chudoba jedince, jež se v porovnání s jeho okolím zvyšuje, přispívá k růstu rizika sebevraždy. Od roku 1997 spáchalo v Indii sebevraždu přes 200 000 rolníků, a to částečně kvůli problémům s dluhy. V Číně je sebevražda třikrát pravděpodobnější ve venkovských regionech než ve městech, a to částečně z důvodu finančních obtíží v těchto oblastech země.

### Média
Důležitou roli v problematice sebevražd hrají média, včetně internetu. Způsob, jakým sebevraždu prezentují, může mít v důsledku velkého množství zpráv, prominentně a opakovaně uváděných a sebevraždu glorifikujících nebo romantizujících, negativní vliv. Je-li uveden podrobný popis toho, jak konkrétními prostředky sebevraždu spáchat, může se četnost použití tohoto způsobu sebevraždy napříč celou populací zvýšit.
Tento spouštěcí faktor epidemií sebevražd nebo tzv. inspirovaných sebevražd je známý jako Wertherův efekt, pojmenovaný po protagonistovi Goetheho díla Utrpení mladého Werthera, který sebevraždu sám spáchal. Riziko je vyšší u dospívajících, kteří si mohou smrt romantizovat. Zdá se, že zatímco vliv sdělovacích prostředků je významný, vliv zábavních prostředků nelze jednoznačně vymezit. Objevily se návrhy, aby protikladem Wertherova efektu byl tzv. Papagenův efekt, kdy poskytování informací o mechanismech zvládání náročných situací může mít ochranný efekt. Výraz je založen na postavě Mozartovy opery Kouzelná flétna, která se ze strachu ze ztráty milované dívky chystá spáchat sebevraždu, dokud mu přátelé nepomohou. Pokud by média podávala zprávy vhodným způsobem, bylo by možno riziko sebevražd snížit. Získání podpory ze strany mediálního průmyslu však může být zejména z dlouhodobého hlediska obtížné.

### Racionální sebevražda
Racionální sebevražda je promyšlené a odůvodněné odnětí si vlastního života, ačkoli někteří se domnívají, že sebevražda není logická nikdy. Akt dobrovolného odchodu ze života ve prospěch druhých je známý jako altruistická sebevražda. Příkladem může být starý člověk, který svůj život ukončí proto, aby mladším lidem v komunitě zanechal větší množství potravy. V některých eskymáckých kulturách je tento krok vnímán jako projev vážnosti, odvahy nebo moudrosti.
Sebevražedný útok je politický čin, při kterém se útočník dopouští násilí na ostatních, přičemž ví, že tento krok povede k jeho vlastní smrti. Někteří sebevražední bomboví útočníci páchají útoky ve snaze o získání titulu mučedníka. Útoky kamikaze byly prováděny jako úkol motivovaný vyšším principem nebo morální povinností. Vražda a následná sebevražda je skutek vraždy do týdne následovaný sebevraždou osoby, která vraždu spáchala. Hromadné sebevraždy jsou často páchány pod sociálním tlakem, kdy se členové vzdávají své osobní nezávislosti ve prospěch vůdce. Masovou sebevraždu mohou spáchat i pouzí dva lidé – taková sebevražda se pak nazývá sebevražedný pakt.
Za výjimečných okolností, kdy je pokračování života chápáno jako nesnesitelné, přistupují lidé k sebevraždě jako k prostředku úniku. Někteří vězni v nacistických koncentračních táborech volili dobrovolnou smrt tím, že se záměrně dotkli elektřinou napájených plotů.

## Způsoby provedení sebevraždy

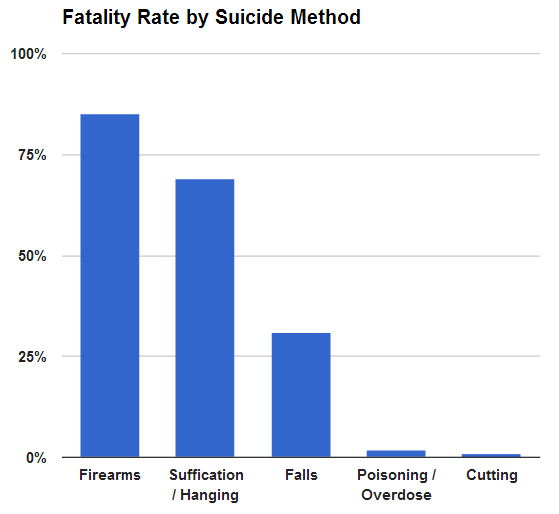
Úmrtnost podle způsobu sebevraždy ve Spojených státech.

Nejčastější způsoby provedení sebevraždy se v různých zemích liší. K těm nejběžnějším patří zejména sebevražda oběšením, otrávením pesticidy a za použití střelné zbraně. Má se za to, že tyto rozdíly existují částečně v důsledku dostupnosti prostředků pro spáchání sebevraždy jistým způsobem. Průzkum provedený v 56 zemích ukázal, že ve většině z nich je nejběžnější formou sebevraždy oběšení, kterému se přičítá 53 % sebevražd mužů a 39 % sebevražd žen.
30 % sebevražd na celém světě je spácháno za použití pesticidů. Četnost využití tohoto postupu se však značně liší – od 4 % v Evropě až po více než 50 % v Tichomoří. Běžný je rovněž v Latinské Americe, protože pro zemědělské obyvatelstvo je nejpřístupnější. V mnoha zemích stojí předávkování léky za přibližně 60 % sebevražd žen a 30 % sebevražd mužů. Mnoho sebevražd je neplánovaných a dochází k nim v průběhu akutních období rozpolcenosti. Úmrtnost se liší podle použitých prostředků: střelné zbraně 80–90 %, utonutí 65–80 %, oběšení 60–85 %, otrava výfukovými plyny 40–60 %, sebevražedný skok 35–60 %, sebevražedná otrava oxidem uhelnatým 40–50 %, pesticidy 6–75 %, předávkování léky 1,5–4 %. Nejobvyklejší způsoby pokusu o sebevraždu se od nejčastějších úspěšných způsobů liší – až 85 % pokusů o sebevraždu v rozvinutých zemích souvisí s předávkováním léky.
Ve Spojených státech stojí za 57 % sebevražd použití střelné zbraně, přičemž tento způsob je běžnější spíše u mužů než u žen. Dalšími častými metodami jsou oběšení u mužů a otrava u žen, které společně stojí za přibližně 40 % sebevražd v USA. Ve Švýcarsku, kde střelnou zbraň vlastní téměř každý, dosahují nejvyššího počtu sebevraždy oběšením. Sebevražedné skoky jsou obvyklé v Hongkongu a Singapuru, kde stojí za 50 % a 80 % sebevražd. V Číně je nejčastějším způsobem sebevraždy pozření pesticidů. V Japonsku stále dochází k sebevraždám vlastnoručním proříznutím dutiny břišní, známému rovněž jako seppuku nebo harakiri, nejobvyklejším způsobem je však oběšení.

## Druhy sebevražd

### Plánovaná, bilanční
Jde o naplánované rozhodnutí, člověk nevidí důvod, proč dál setrvávat na světě. Lze dokonce konstatovat, že detaily provedení připravuje a plánuje velice pečlivě, někdy až zálibně. Velmi často ji plánuje v naprostém soukromí. Je velice obtížné této sebevraždě zabránit, protože bez odborné pomoci touha po klidu a dosažení pomyslného ráje přetrvává a vede k novým přípravám. Otázka podílu viny nejbližšího okolí dotyčného je velmi diskutabilní. Ne každý dokáže odhadnout nebo dokonce vyhodnotit jakékoliv známky „volání o pomoc“, pokud jsou vůbec rozpoznatelné v poslední fázi příprav. Bilanční sebevraždy často páchají vážně nemocní lidé.

### Impulzivní
Vznikne z náhlého popudu, a to i při dlouhodobých depresích, může působit velmi náhle. Šok z momentálního psychického úrazu překryje vše ostatní a dokáže překrýt i pud sebezáchovy. Pokud se podaří sebevraha zadržet, roste šance na potlačení této nejjednodušší zničující optiky. Obnoví se potřeba žít nebo alespoň strach z bolesti. Stává se, že i impulzivní sebevrah kolem sebe nechá náznaky, kterými podvědomě volá o pomoc a pozornost okolí.

### Předstíraná
Předstíraná sebevražda je velmi oblíbený nástroj citového vydírání, při kterém je obětí jednoznačně okolí. Sebevrah si zajistí, aby někdo přišel a našel ho. Bolest z pořezaných zápěstí nebo předloktí vnímá optikou velikosti trestu toho, kdo to zavinil – tedy vydírané osoby. „Bolí mě to proto, že jsi byl zlý.“

### Forma protestu
Jsou známy i případy (neteroristických) aktů sebevraždy, které vyjadřují politické postoje a burcují veřejnost. Často jsou pak oslavovány jako hrdinské činy. Z českého prostředí sem patří sebeupálení Jana Palacha a Jana Zajíce v roce 1969 na protest proti okupaci Československa vojsky Varšavské smlouvy, ještě před nimi tímto způsobem protestoval proti okupaci Československa polský účetní Ryszard Siwiec. Sebeupálením protestoval také v roce 1963 buddhistický mnich Thich Quang Duc v Saigonu (Jižní Vietnam) a Norman Morrison ve Spojených státech proti válce ve Vietnamu. Ke smrti může vést také protestní hladovka, což málem postihlo Mahátmu Gándhího, který se snažil zabránit bojům mezi hinduisty a muslimy.

### Sebezabití
Úmrtí vlastním přičiněním, ale bez předchozího úmyslu, náhodou (opilec se smrtelně poraní pádem).

### Biická a patická
Biická sebevražda – motiv má původ v realitě, když člověk např. kvůli dluhům vyhodnotí svou situaci jako bezvýchodnou; patická – původ v patologii, např. schizofrenik se zabije kvůli strachu z halucinovaných objektů.

### Rozšířená sebevražda
Jedná se o sebevraždu, při které se rozhodne sebevrah rozhodnout i o osudu svých blízkých. Má přitom představu, že sebevražda je lepší východisko nejen pro něj, ale i pro tyto blízké (nejčastěji děti). Sebevrah se tak stává vrahem, příkladem je např. Romana Zienertová, která svou sebevraždu nestihla dokonat.

## Patofyziologie
Pro sebevraždu ani depresi neexistuje žádná jednotná základní patofyziologie. Má se však za to, že je výsledkem souhry řady behaviorálních, socioenvironmentálních a psychiatrických faktorů.
Nízká hladina mozkového neurotrofického faktoru (BDNF) je se sebevraždou spojována přímo i nepřímo prostřednictvím jeho role v depresi, posttraumatické stresové poruše, schizofrenii a obsesivně kompulzivní poruše. Pitevní studie zjistily sníženou hladinu BDNF v hipokampu a prefrontální mozkové kůře u osob s psychiatrickými onemocněními i u těch, které jimi netrpí. Má se za to, že hladina mozkového neurotransmiteru serotoninu je u osob páchajících sebevraždu nízká. Tato domněnka je částečně založena na prokázaně zvýšené hladině 5-HT2A receptorů zjištěné po smrti. Mezi další důkazy patří snížená hladina kyseliny 5-hydroxyindoloctové, produktu rozkladu serotoninu, v mozkomíšním moku. Přímé důkazy je však obtížné shromáždit. Epigenetika, věda zabývající se změnami genetické exprese v reakci na environmentální faktory, které nemění základní DNA, hraje v určování rizika sebevraždy rovněž jistou roli.

## Prevence

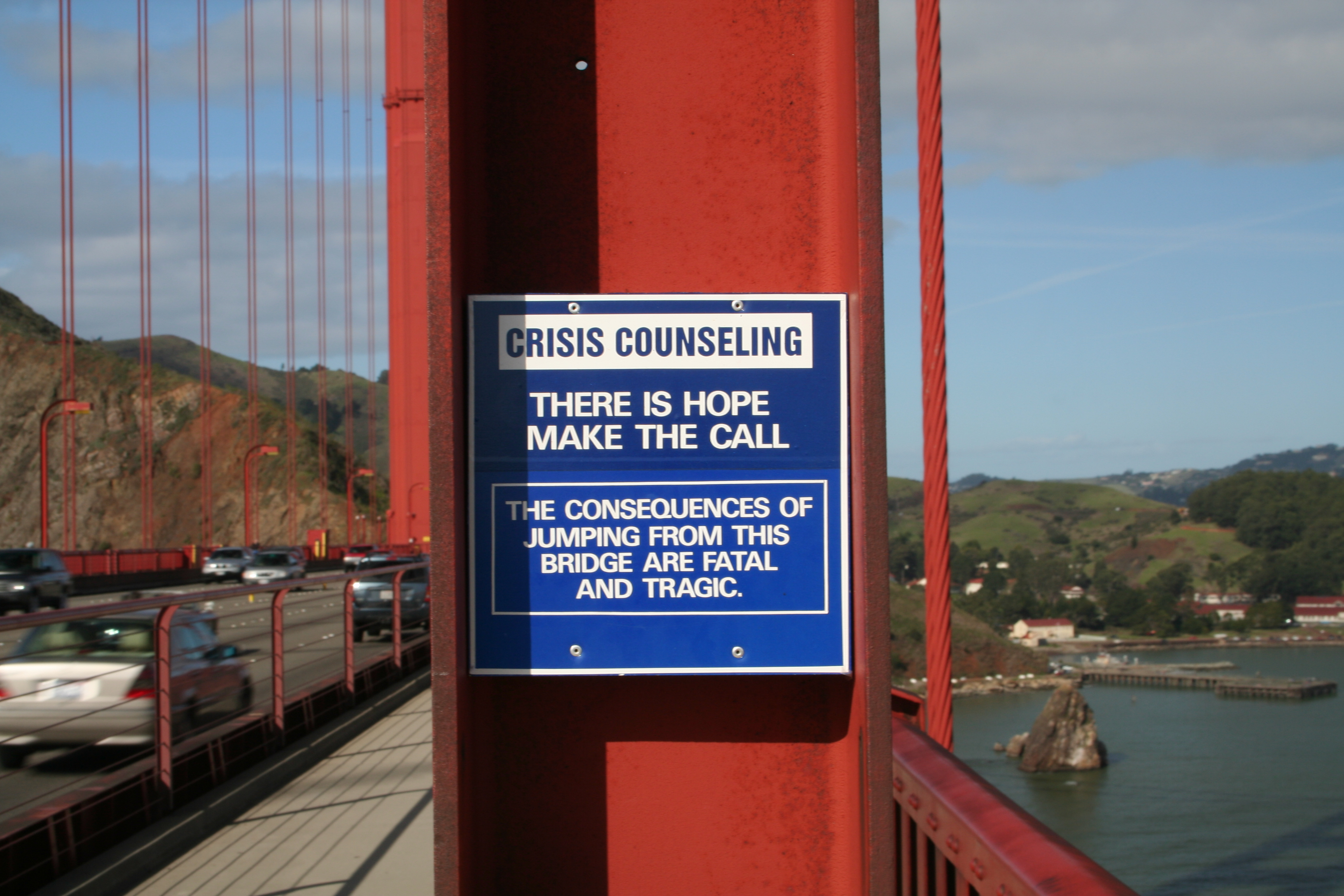
V rámci iniciativy zaměřující se na prevenci sebevražd uvádí tento nápis na mostu Golden Gate Bridge telefonní číslo krizové linky

Prevence sebevražd je pojem používaný pro kolektivní snahy s cílem snížit počet sebevražd prostřednictvím preventivních opatření. Snížení přístupu k určitým prostředkům, například ke střelným zbraním nebo jedům, riziko sebevraždy snižuje. Mezi další opatření patří omezení přístupu k dřevěnému uhlí (zapříčiňující otravu oxidem uhelnatým) a bariéry na mostech a ve stanicích metra. Účinná může být také léčba závislosti na drogách a alkoholu, léčba deprese a léčba osob, které se v minulosti o sebevraždu pokusily. Někteří jako preventivní strategii navrhují omezení přístupu k alkoholu (například snížením počtu barů). Ačkoli jsou krizové linky běžné, pro potvrzení či vyvrácení jejich efektivity existuje jen málo důkazů. U adolescentů, kteří v nedávné době o sebevraždě přemýšleli, výsledky podle všeho zlepšuje kognitivně behaviorální terapie. Ekonomický rozvoj může díky svému vlivu na šíření chudoby počet sebevražd také snížit. Snahy o zvýšení frekvence společenských styků, zejména u starších mužů, mohou být rovněž účinné.

### Vyšetření
O dopadu soustavného vyšetřování celkové populace na výsledný počet sebevražd existuje jen minimum údajů. Jelikož počet osob, jejichž výsledek je po provedení testu pozitivní, aniž by u nich existovalo riziko sebevraždy, je vysoký, panují obavy o to, že vyšetřování by mohlo významným způsobem zvýšit vytížení orgánů péče o duševní zdraví. Posouzení stavu osob, u nichž je riziko vysoké, se však stále doporučuje. Zdá se, že dotazy týkající se sebevražednosti samotné riziko nijak nezvyšují.

### Duševní nemoci
U osob s problémy s duševním zdravím může riziko sebevraždy snížit řada léčebných postupů. Aktivně sebevražedné osoby mohou být přijaty do psychiatrické péče na základě dobrovolného rozhodnutí či proti jejich vůli. Osobní věci, které by dotyčný mohl použít k sebepoškození, jsou obvykle zabaveny. Někteří kliničtí lékaři dávají svým pacientům k podpisu smlouvu o prevenci sebevraždy, ve které pacienti souhlasí, že si v případě propuštění neublíží. Důkazy však žádný významný vliv této praxe nedokládají. Pokud je u osoby riziko nízké, může být stanovena ambulantní léčba. U osob s hraniční poruchou osobnosti s chronickými sebevražednými sklony se krátkodobá hospitalizace neukázala být účinnější než komunitní péče s cílem zlepšení výsledků.
Existují předběžné důkazy, že psychoterapie, konkrétně dialektická behaviorální terapie, snižuje sebevražednost u dospívajících i u osob s hraniční poruchou osobnosti. Neexistují však důkazy pro úbytek dokonaných sebevražd.
Ve vztahu k výhodám a škodlivosti antidepresiv panují spory. Zdá se, že u mladších osob novější antidepresiva, například SSRI, zvyšují riziko sebevražednosti z 25 na 40 promile. U starších osob však mohou toto nebezpečí snižovat. Lithium se zdá být účinné při snižování rizika u osob s bipolární poruchou a unipolární depresí na téměř stejnou úroveň jako u obecné populace.

## Léčba
Po pokusu o sebevraždu (pokud neskončí smrtí) bývá často nezbytné psychiatrické vyšetření a případně následná léčba. Aby se pokus o sebevraždu neopakoval, je nutné najít příčinu pokusu a tu eliminovat.[zdroj?]

## Epidemiologie

Úmrtí způsobená sebepoškozením na 1 milion obyvatel v roce 2012.
3-23
24-32
33-49
50-61
62-76
77-95
96-121
122-146
147-193
194-395

Sebevraždou ukončí svůj život přibližně 0,5 % až 1,4 % lidí. Na přelomu let 2008/2009 byla sebevražda globálně desátou nejčastější příčinou úmrtí, přičemž ročně takto zemře zhruba 800 000 až milión lidí; úmrtnost je tedy 11,6 na 100 000 obyvatel ročně. Od 60. let 20. století do roku 2012 vzrostl počet sebevražd o 60 %; výrazné zvýšení bylo zaznamenáno zejména v rozvojovém světě. Na každou sebevraždu končící smrtí připadá 10 až 40 pokusů o sebevraždu.
Mezi jednotlivými zeměmi a časovými obdobími existují velké rozdíly v počtu sebevražd. V roce 2008 tvořily sebevraždy v Africe 0,5 % z celkového počtu úmrtí, v jihovýchodní Asii 1,9 %, v Severní a Jižní Americe 1,2 % a v Evropě 1,4 %. Počet úmrtí sebevraždou na 100 000 obyvatel dosáhl v Austrálii 8,6, v Kanadě 11,1, v Číně 12,7, v Indii 23,2, ve Spojeném království 7,6 a v USA 11,4. Sebevražda byla v roce 2009 desátou nejčastější příčinou smrti ve Spojených státech (tehdy došlo k přibližně 36 000 případů). Kolem 650 000 lidí ročně je v důsledku pokusu o sebevraždu přijato na pohotovostní oddělení. V Litvě, Japonsku a Maďarsku byl zaznamenán nejvyšší poměrný počet sebevražd. Zeměmi s absolutně nejvyšším počtem sebevražd jsou Čína a Indie, kde dochází k více než polovině případů. V Číně je sebevražda dokonce pátou nejčastější příčinou smrti.

### Pohlaví
V západním světě umírá sebevraždou třikrát až čtyřikrát více mužů než žen, i když ženy se o ni pokoušejí čtyřikrát častěji. Příčinou je skutečnost, že muži užívají k ukončení života podstatně nebezpečnější prostředky. Tento rozdíl je ještě výraznější u osob starších 65 let; v této věkové kategorii páchá sebevraždu desetkrát více mužů než žen. Na Čínu připadá jeden z nejvyšších počtů ženských sebevražd na světě a je to současně také jediná země, kde je sebevražda u žen častější než u mužů (v poměru 0,9). Ve východním Středomoří je počet sebevražd mužů a žen téměř vyrovnán. Počet sebevražd žen je nejvyšší v Jižní Koreji – 22 na 100 000 obyvatel; obecně jsou tyto údaje rovněž vysoké v jihovýchodní Asii a západním Tichomoří.

### Věk
U statistického zpracování a interpretace záleží, jakým způsobem je míra sebevražednosti vyjádřena. V řadě zemí je počet sebevražd nejvyšší u osob středního věku nebo starších lidí. Absolutní počet sebevražd je ale nejvyšší ve věku mezi 15 a 29 lety, neboť tato věková skupina je nejpočetnější. Ve Spojených státech jsou údaje nejvyšší u mužů europoidní rasy starších 80 let, přestože mladí lidé se o sebevraždu pokoušejí častěji. Sebevražda je druhou nejčastější příčinou úmrtí u adolescentů a mladých mužů, hned po úmrtí na následky nehody. U mladých mužů v rozvinutém světě jde o příčinu smrti v téměř 30 % případů. V rozvojovém světě jsou tyto údaje podobné, tvoří však nižší procento všech úmrtí v důsledku vyššího počtu úmrtí zaviněných jinými úrazy. V jihovýchodní Asii dochází na rozdíl od jiných oblastí světa k sebevraždám mladých žen mnohem častěji než u žen starších.

### Sebevražednost v Česku
Sebevražda je v ČR nejčastější příčinou nepřirozeného úmrtí.
V období let 2001–2005 bylo v Česku zaznamenáno 8 023 sebevražd (pro srovnání v tomto období zemřelo 7 010 osob při dopravní nehodě), což tvoří 1,48 % celkového počtu úmrtí a 23,3 % úmrtí vnějšími příčinami. V roce 2007 v Česku dobrovolně odešlo ze světa celkem 1 375 lidí, v roce 2012 to bylo 1 647 lidí a v roce 2013 pak 1 740 lidí.[zdroj?]
Mnohem častěji (80 % případů) sebevraždu páchají muži. V roce 2012 se v Česku zabilo 277 žen a 1 370 mužů, v roce 2013 pak 332 žen a 1 408 mužů.[zdroj?] Podle odborníků je tento poměr způsoben zejména tím, že muži jsou v této činnosti důslednější. Pokud se k takovému kroku rozhodnou, čin skutečně vykonají. Volí přitom střelnou zbraň nebo oběšení, kde je šance na záchranu velmi malá. Ženy oproti tomu přistupují spíše k předávkování léky a lékařům se daří je zachránit. Většinou se jedná o sebevraždy demonstrativní, podle statistik ženy takové pokusy dělají 4× častěji než muži. Nejčastěji k tomuto činu přistupují lidé mezi 45 a 50 lety, nejčastějším způsobem je oběšení.
Podle výzkumů je 30–90 % (záleží na postoji autora výzkumu) sebevražd spojeno s psychickými poruchami, typicky s depresemi, závislostí na alkoholu, schizofrenií a poruchami osobnosti (nejvíce s emočně nestabilní a antisociální).
Počet sebevražd se do roku 2007 (včetně) dlouhodobě snižoval a očekává se, že tento trend bude, navzdory přechodnému zvyšování (2008–2013), dále pokračovat. To je způsobeno také kvalitnějšími antidepresivy a kvalitnější psychiatrickou péčí. Významné nárůsty počtu sebevražd jsou svázány s obdobím zásadních změn, ať již se jedná o třicátá léta 20. století (ekonomická krize, začátek 2. světové války) nebo přelom 60. a 70. let 20. století (normalizace).
Poválečné maximum patří roku 1970 s 2 824 zemřelými sebevraždou.
Zvláštní pozornost si zaslouží[zdroj⁠?!] sebevraždy dětí. V období 2001–2005 bylo zaznamenáno 35 případů (věková skupina do 14 let). Důvodem sebevraždy u dětí je třeba špatná známka na vysvědčení a strach z reakce rodičů.[zdroj⁠?!] Častým důvodem je také nešťastná láska, či šikana.[zdroj⁠?!]

## Historie

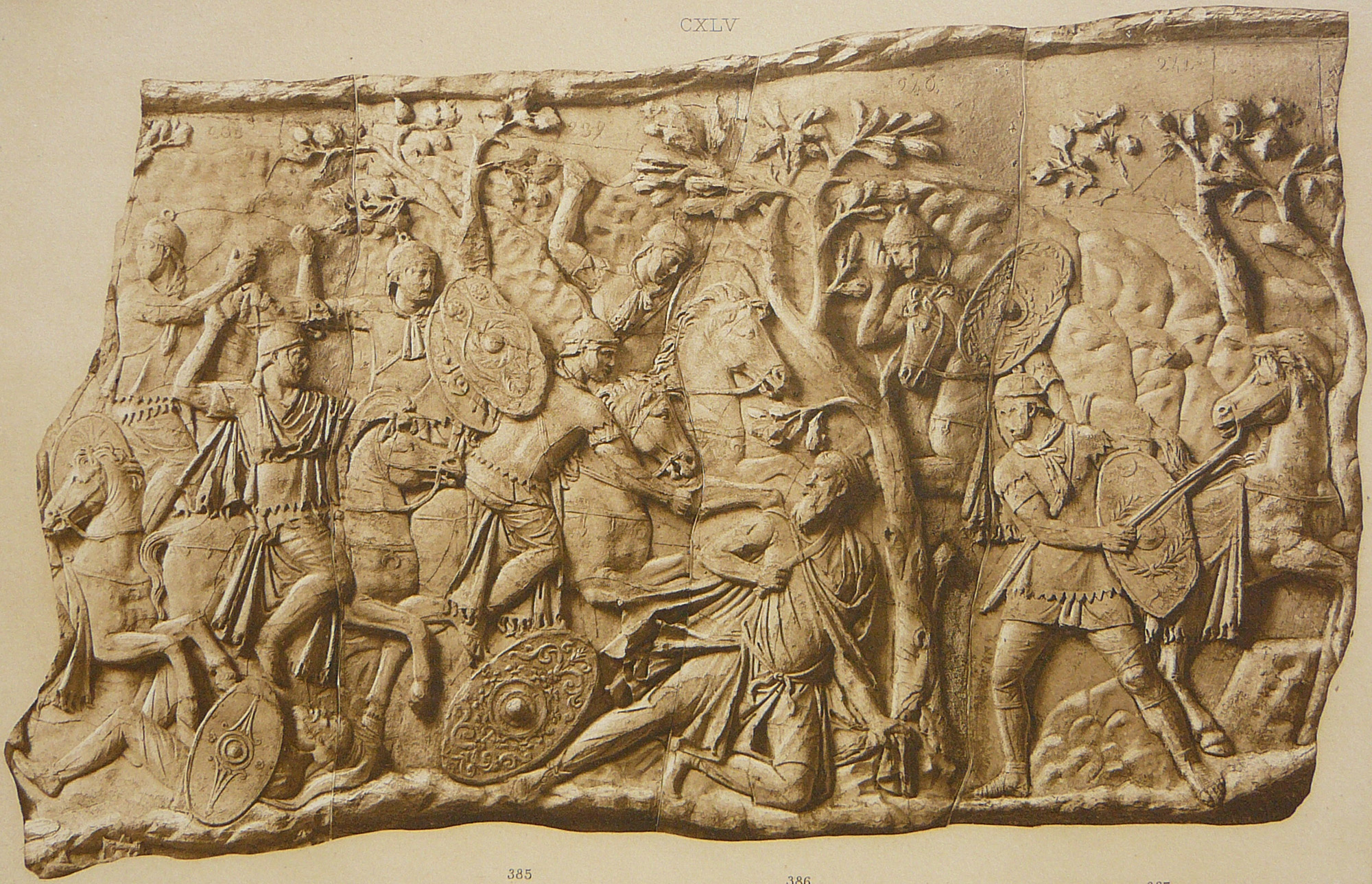
Decebalova sebevražda, výjev z Trajánova sloupu

Ve starověkých Aténách nebyl osobě, která spáchala sebevraždu bez svolení státu, umožněn normální pohřeb s příslušnými poctami. Takový člověk byl pohřben osamoceně na okraji města, bez nároku na náhrobní kámen nebo jiné označení hrobu. Ve starověkém Řecku a Římě byla sebevražda považována za odpovídající vyrovnání se s vojenskou porážkou. Ačkoli byl tento způsob odchodu ze života ve starověkém Římě zpočátku povolen, v pozdějších obdobích byl považován za zločin proti státu kvůli vysokým nákladům, které stát musel hradit. Trestní výnos vydaný roku 1670 francouzským králem Ludvíkem XIV. zakotvoval mnohem přísnější potrestání – tělo mrtvého bylo vláčeno ulicemi obličejem dolů a pak oběšeno či pohozeno na smetiště. Navíc byl zkonfiskován veškerý majetek zemřelého. V historii křesťanské církve byli lidé, kteří se pokusili o sebevraždu, exkomunikováni a ti, kteří sebevraždou zemřeli, byli pohřbeni mimo posvěcené hřbitovy. Ve Velké Británii byl na konci 19. století pokus o sebevraždu pokládán za obdobu pokusu o vraždu a mohl být potrestán i oběšením. V Evropě 19. století se pohled na sebevraždu změnil – sebevražda už nebyla chápána jako skutek zaviněný hříchem, nýbrž jako důsledek nepříčetnosti.

## Společnost a kultura

### Legislativa

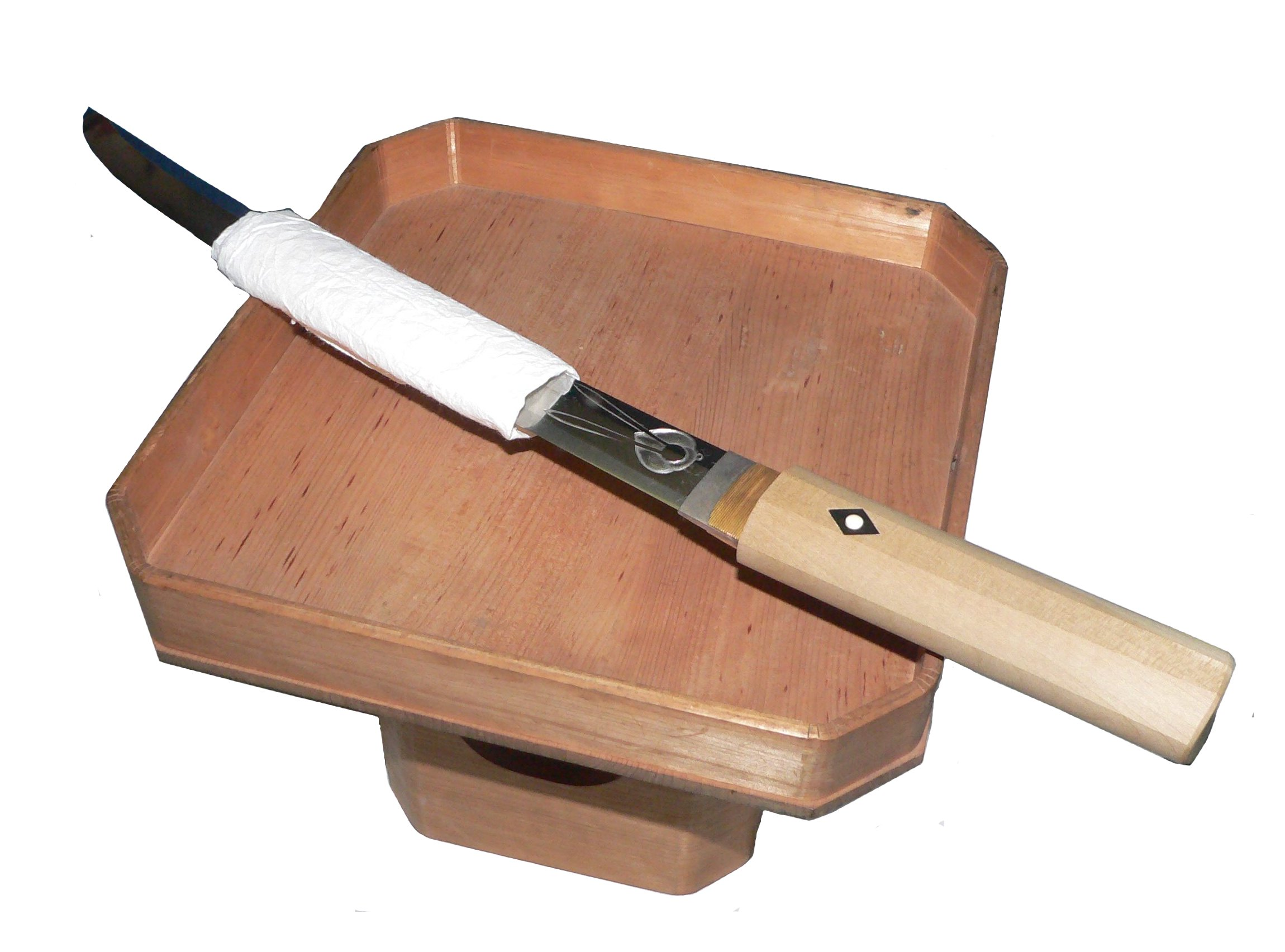
Dýka tantō připravená k provedení sebevraždy seppuku

Ve většině západních zemí již není sebevražda považována za trestný čin, od středověku do přinejmenším 19. století tomu tak ale v mnoha případech bylo. Řada islámských států ji stále považuje za zločin.
V Austrálii sebevražda trestným činem není. Trestným činem však je radit, podněcovat nebo podporovat či jinak napomáhat druhému v pokusu o sebevraždu, a zákon výslovně umožňuje každé osobě použít „takovou sílu, která je nezbytná“, k tomu, aby bylo spáchání sebevraždy jinému člověku znemožněno. V Severním Teritoriu Austrálie byla lékařem asistovaná sebevražda krátce legální (v letech 1996 až 1997).
Žádná země Evropy v současné době nepovažuje sebevraždu nebo pokus o sebevraždu za trestný čin. Anglie a Wales dekriminalizovaly sebevraždu vydáním Zákona o sebevraždě z roku 1961, Irská republika je následovala roku 1993. Výraz „spáchat“ se používal v souvislosti s nelegálností tohoto aktu, mnohé organizace se však proti tomu postavily kvůli negativnímu významu tohoto slova.
V Indii je sebevražda stále nelegální a rodina zesnulého může čelit právním potížím. V Německu je protiprávní aktivní eutanazie a každý, kdo je přítomen sebevražednému pokusu, může být stíhán za neposkytnutí pomoci v naléhavém případě.
Švýcarsko zcela dekriminalizovalo asistovanou sebevraždu článkem 115 trestního zákoníku, který byl přijat již v roce 1942 a na základě něhož je pomoc při sebevraždě vždy legální, s výjimkou případu, kdy tak pomáhající koná ze zištných důvodů. Jakákoliv pomoc při sebevraždě je tedy legální, pokud není motivována osobním prospěchem ze smrti dotčeného. Nejvyšší soud v Lausanne v roce 2006 vydal rozhodnutí, jímž bylo anonymnímu nemocnému dlouhodobě trpícímu psychiatrickými potížemi uděleno právo ukončit vlastní život.
Ve Spojených státech není sebevražda protiprávní, na ty, kdo se o ni pokusí, ale mohou být uvaleny sankce. Asistovaná sebevražda byla postupně legalizována ve státech Oregon, Washington, Vermont a Nové Mexiko a dekriminalizována ve státě Montana.
Dále je asistovaná sebevražda rovněž legální v Belgii (eutanazie legalizována již v roce 2002, ale lékařem asistovaná sebevražda až v roce 2006 s tím, že je dostupná v zásadě pouze pro rezidenty, protože zákon vyžaduje, aby lékař a žadatel o asistenci měli dlouhodobou historii medicínského kontaktu), Lucembursku (od roku 2009 legalizováno spolu s eutanazií) a Nizozemsku (legální pouze asistence lékařů od roku 2002, legalizováno spolu s eutanazií).

### Náboženské hledisko

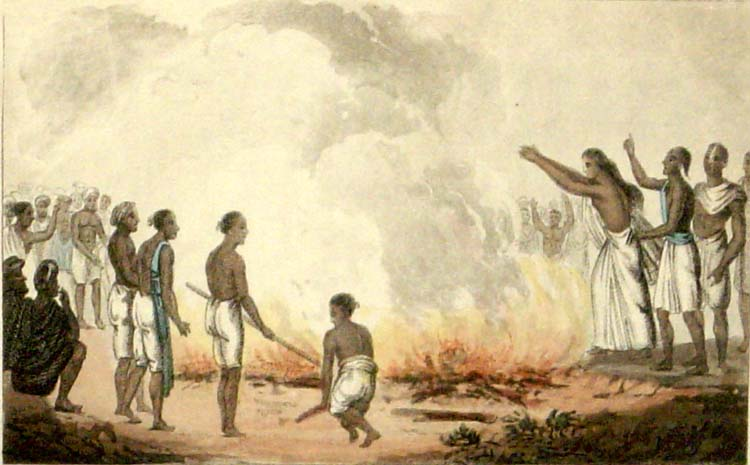
Hinduistická vdova nechávající se upálit s tělem svého manžela (obřad Satí), 20. léta 19. století

Ve většině forem křesťanství je sebevražda pokládána za hřích, což vychází zejména ze spisů vlivných křesťanských myslitelů středověku, jako byli svatý Augustin a svatý Tomáš Akvinský; podle byzantského křesťanského Justiniánova zákoníku však sebevražda považována za hřích nebyla. Katolická církev zakládá svůj postoj k sebevraždě na přikázání „Nezabiješ“ (stanoveného na základě Nové smlouvy Ježíšem v Matoušově evangeliu 19,18) a na myšlence, že život je dar daný nám Bohem, který by neměl být zavrhován, že sebevražda je proti „přirozenému řádu“ a tedy proti Božímu plánu se světem.
Existuje však domněnka, že psychické onemocnění nebo velký strach z utrpení snižují zodpovědnost člověka, který se rozhodl sebevraždu spáchat. Argumenty proti sebevraždě pak uvádějí mimo jiné následující skutečnosti: Páté přikázání lze přesněji přeložit jako „Nezavraždíš“, což se nemusí nutně vztahovat na jedince uvažujícího o zabití sebe sama; Bůh dal lidem svobodnou vůli; ukončení vlastního života neporušuje Boží zákon o nic více než léčba nemoci; v Bibli je zaznamenána řada sebevražd Božích následovníků, aniž by tyto byly odsuzovány atd.
Judaismus se soustřeďuje na to, jak důležité je vážit si tohoto života, a sebevražda jako taková je tedy totéž co popírání Boží dobroty ve světě. Za extrémních okolností, kdy se zdálo, že si mohou vybrat pouze smrt nebo zrazení vlastního náboženství, však navzdory tomu páchali Židé individuální nebo masové sebevraždy (viz Masada, první pronásledování Židů ve Francii a hrad v Yorku); pochmurnou připomínkou toho je modlitba z židovské liturgie ve chvíli, „kdy se nůž dotýká hrdla“, nebo za ty, kdo umírají, aby „posvětili Boží jméno“ (viz mučednictví). Tyto skutky se setkaly ze strany židovských autorit se smíšenou reakcí – jedni je považovali za příklad hrdinského mučednictví, zatímco jiní tvrdili, že nebylo správné, když si Židé v očekávání mučednického titulu vzali život.
Islám sebevraždu nepovoluje. V hinduismu se obecně na sebevraždu dívají s pohrdáním a považují ji za stejně hříšnou jako je vražda jiného člena současné hinduistické společnosti. Hinduistické posvátné knihy uvádějí, že člověk, který spáchá sebevraždu, se stane součástí světa duchů a bude se potulovat po Zemi až do chvíle, kdy by za normálních okolností zemřel, pokud by sebevraždu nespáchal. Hinduismus však přiznává člověku právo ukončit vlastní život nenásilným způsobem, a to vyhladověním k smrti, nazývaným Prayopavesa. Prayopavesa se ale týká jen těch, kteří už v tomto životě nemají žádnou touhu nebo ambice a také žádnou zodpovědnost. Pro džinismus je typická podobná praxe zvaná Santhara. Satí neboli rituální sebeupálení vdovy bylo v hindské společnosti rozšířeno zejména v období středověku.

### Filozofie

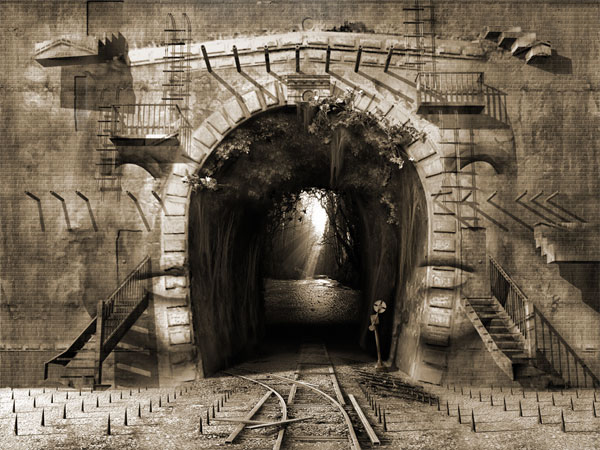
Únik neboli Sebevražedné myšlenky George Griea, 2007

Filozofie sebevraždy se zabývá řadou otázek, včetně toho, co je podstatou sebevraždy, zda může být racionální volbou nebo ne či zda je sebevražda morálně přípustná. Filozofické argumenty o morální přípustnosti sebevraždy zahrnují celou škálu postojů – od silné opozice (pohlížející na sebevraždu jako neetický a amorální počin) až po vnímání sebevraždy jako posvátného práva každého (dokonce i mladého a zdravého člověka), kdo je přesvědčen, že na základě pečlivého racionálního uvážení se může rozhodnout ukončit svůj vlastní život.
K oponentům sebevraždy patří křesťanští filozofové jako Augustin z Hippa a Tomáš Akvinský, dále Immanuel Kant a je možno říci, že i John Stuart Mill – Millův důraz na význam svobody a nezávislosti vedl k tomu, že odmítal volbu, která by člověku bránila v učinění nezávislých rozhodnutí v budoucnosti. Jiní na sebevraždu pohlížejí jako na legitimní záležitost osobní volby. Zastánci tohoto postoje se domnívají, že nikdo by neměl být nucen trpět proti své vůli, zejména za okolností, jako jsou nevyléčitelné nemoci, psychická onemocnění a stáří, kdy neexistuje vyhlídka na zlepšení stavu. Odmítají názor, že sebevražda je vždy iracionální, a snaží se doložit, že může být posledním možným řešením pro ty, kteří trpí nesnesitelnou bolestí nebo zažívají hluboké trauma. Ještě radikálnější postoj by se snažil přesvědčit o tom, že by lidem mělo být umožněno nezávisle zvolit smrt bez ohledu na to, zda trpí či nikoli. Význačnými obhájci této myšlenkové školy jsou skotský empirik David Hume a americký bioetik Jacob Appel.

### Sociologický pohled

#### Tomáš Garrigue Masaryk
Český politolog, filosof a státník Tomáš Garrigue Masaryk se mimo jiné věnoval otázce sebevraždy a v roce 1879 se ve Vídni habilitoval sociologickou prací o sebevraždě. Ve svém díle Sebevražda hromadným jevem společenským moderní osvěty (německy Der Selbstmord als soziale Massenerscheinung der Gegenwart, doslova: Sebevražda jako masový sociální jev přítomnosti) se snažil popsat a vysvětlit příčiny vzniku trendu sebevražd v moderní společnosti, které shledával nejzávažnějším civilizačním problémem své doby. Kniha byla vydána v roce 1881 v německém znění a o 23 let později v roce 1904 vyšla i v českém jazyce, kde knihu místy pozmněnil a doplnil. Masaryk knihu rozdělil do šesti hlav, dále na jednotlivé části a oddíly. Jednotlivé hlavy pak analyzují problematiku sebevražd z různých úhlů pohledu.

##### Počátek Masarykova zájmu
Problém sebevraždy, jako výraz člověka, který ztratil smysl života a chce opustit svět, zajímal Masaryka od raného dětství. Sebevražda mladého vesničana zapůsobila na Masaryka nezapomenutelným způsobem, vedla ho k zamyšlení se nad hodnotami života a smrti a také ztrátou náboženské víry. Vzrůstající počet sebevražd Masaryk označuje, jako nejzávažnější civilizační problém tehdejší doby. Z jedné strany se zdá, že sebevražda je páchána z pohledu osobního charakteru, nezvládání životních situací a ztrátou smysluplnosti života. Z druhé strany Masaryk poukazuje na sebevražednost, která podléhá společenským vlivům. O sebevraždě se ve společnosti téměř nemluví a přemýšlení o ní je minimální a skryté.

##### Příčiny sebevražednosti
Příčiny jsou zakládané na svobodné vůli ovlivněné působením přírody nebo vlivem fyzické a duševní lidské organizace. Působení přírody na sebevražednost se podle Masaryka dá jenom velmi těžko změřit a určit přesnou účinnost. Mnohem silnějšími příčinami sebevražednosti jsou lidské poměry, poměry obecně společenské, politické poměry, hospodářské poměry (bída, chudoba, bohatství), dokonce i poměry duševní vzdělanosti.
Příčiny jsou seřazeny od nejvzdálenějších k bližším. Dle Masarykova díla nejprve poznáváme příčiny menší, dále pak větší, abychom jim porozuměli v jejich pravém působení. Cílem je ujasnění si povahy sebevraždy a následné uvážení jejího významu pro společenský život přítomnosti.
Členění:
1. Působení přírody:

1. pozemské;
2. kosmické;

1. Působení fyzické a duševní organizace lidské:

1. fyzické poměry tělesné organizace;
2. poměry obecně společenské;
3. poměry politické;
4. poměry hospodářské;
5. poměry duševní vzdělanosti: rozumová, mravní a náboženská výchova:životní názor vůbec.

##### Faktory sebevražednosti
Největší četnost sebevražednosti je na severozápadě Evropy a směrem na jih ubývají.
Dalšími faktory jsou potom také finanční, náboženské, morální, dny v týdnu, roční období a nakonec také vlivy přírodních jevů, ale jsou velmi slabé. Vliv na sebevražednost má také hustota obyvatelstva, pohlaví, život ve městě či venkově, rodinný stav, zaměstnání, dosažené vzdělání, inteligence, svoboda, věk, společenské, lidské, hospodářské, majetkové a politické poměry. Dále pak duševní vzdělanost a duševní nemoci.
Masaryk vytvořil přehled pro třídění sebevražd z psychologického stanoviska:
A. nerozhodné
B.  
1. hypochondrie
2. melancholie
3. zuřivost
4. šílenství
5. pomatenost
6. blbost

##### Způsoby sebevražd
Dle Masaryka lidé volí co nejrychlejší způsob sebevraždy, kde je možné se co nejvíce vyhnout bolesti. Snaží se učinit smrt příjemnou a vyvinout co nejmenší námahu fyzické síly.
Volba prostředků je určována poměry, kde lidé žijí. Lidé tedy využívají to, co mají po ruce. Například v oblastech s více vodními zdroji bude utopení častěji, než někde, kde vodní zdroje nejsou tolik zastoupeny. Tvar krajiny pak určuje možnosti skoku do propasti apod.
Co se týče statistiky, nejčastějším způsobem je oběšení. Třetina až pětina sebevražd se děje utopením. Kromě pádu z výšky nebo udušení plynem je také velmi častý jed. Stále pak narůstá způsob přejetím. Bizarní způsoby sebevraždy jako jsou sebespálení, zmrznutí nebo vyhladovění jsou dle Masaryka ojedinělé, jelikož by nešlo o smrt “příjemnou”.
Způsob sebevraždy je přímo podmíněn fyzickým stavem osoby páchající ji. S rozvojem fyzických možností se mění volba prostředku. Mladí a staří lidé se oběsí nebo utopí, kdežto silný muž zvolí zastřelení.

##### Terapeutika moderní sebevražednosti
V Hlavě šesté definuje terapeutiku, jako diagnózu společenských chorob, jejímž cílem je zamezit příčinám sebevražd. Radí člověku, jak se vyhnout sebevražedným myšlenkám, vyzdvihuje duševní a tělesnou pohodu. Řešení problému vidí v uzdravování, zdokonalování povahy člověka a návratu k náboženské víře. Cílem společenské terapeutiky je tedy odklidit existující zlo a zabránit dalšímu.

#### Emile Durkheim
Ve svém hlavním díle „Sebevražda“ (Le Suicide, 1897) francouzský sociolog Emile Durkheim rozebírá fenomén sebevraždy ze sociologického pohledu. Toto dílo se právě považuje za “klasiku metodologie”, protože pomoci analýzy existujícího statistického výzkumu Durkheim dokazuje, že rozhodující roli v otázce sebevraždy nehrají psychologické příčiny jedince, ale sociologické faktory.
Durkheim vytvořil vlastní definici sebevraždy: “Sebevražda je aplikována na všechny případy smrtí vyplývající přímo či nepřímo z pozitivního nebo negativního činu oběti, který ví, že jeho čin způsobí tento výsledek.“
Durkheim rozdělil sebevražední činy do čtyř kategorií:
- Egoistická sebevražda. (Egoismus je moderní označení pro přehnané sobectví, obvykle ale s méně pejorativním významem. Znamená přílišné sledování vlastního prospěchu a zájmu, často i na úkor ostatních.).

Egoistické sebevraždě předchází stav apatie a melancholie. Egoista se cítí lhostejně ke svým povinnostem včetně pracovních. Tím pádem chápe chybně smrt jako radost a možnost být bez starostí (osvobození od povinností).
- Altruistická sebevražda (Altruismus je jakožto nesobeckost protikladem vypjatého egoismu.).

Předchází jí energie a vášeň. Společnost dovádí jedince k sebevraždě za vyšším cílem. Jde o velice vysoké propojenosti s náboženstvím. Člověk považuje sebeobětování bohu za jediný smysl svého života, zejména v tradičních kulturách.
- Anomická sebevražda (Anomie je stav společnosti, kdy neplatí normy a pravidla.).

Anomické sebevraždě předchází podráždění a zoufalství. Spácháním sebevraždy člověk vyjadřuje protest proti životu obecně nebo proti tomu, kdo otravuje mu život.
- Fatalistická sebevražda (Fatalismus je víra v to, že všechno v životě je předurčeno osudem.).

Fatalistické sebevraždě Durkheim se v knize věnuje nejméně. Je výsledkem hněvu a zklamání. Je způsobena nadbytkem regulací a existencí zbytečných pravidel, proti nimž člověk je bezmocný.

### Obhajoba

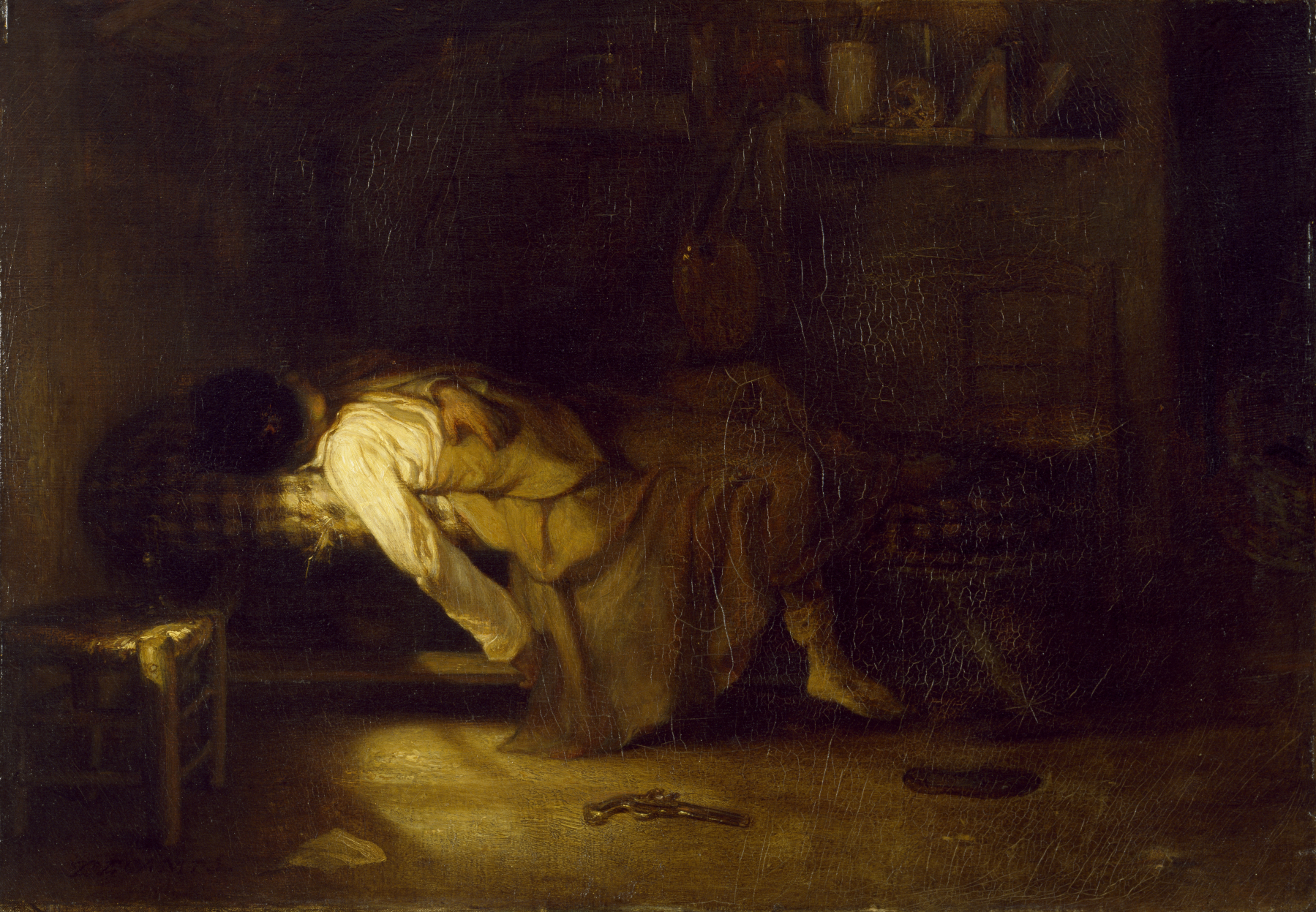
Paleta, pistole a na zemi ležící vzkaz na této malbě Alexandre-Gabriela Decampse naznačují, že právě došlo k tragické události – umělec si vzal život.

Sebevražda je obhajována v mnoha kulturách a subkulturách. Japonská armáda během 2. světové války podporovala a oslavovala útoky kamikaze, což byly sebevražedné útoky vojenských letců japonského císařství na námořní lodi spojenců v závěrečných fázích tichomořské kampaně tohoto konfliktu. Japonská společnost jako celek byla charakterizována jako „sebevraždu tolerující“ (viz sebevražda v Japonsku).
Při hledání informací o sebevraždě na internetu se ve výsledcích objevují stránky, které v 10–30 % nabádají k sebevražedným pokusům nebo je jinak podporují. Existují obavy, že podobné webové stránky mohou pro osoby s jistými předpoklady představovat poslední krok k sebevraždě. Někteří lidé se na internetu sdružují do sebevražedných skupin, a to buď s přáteli, které již delší dobu znají, nebo s lidmi, které „potkali“ v chat roomech nebo na virtuálních nástěnkách. Internet však na druhou stranu může sebevraždám předejít, neboť díky němu se izolovaní lidé mohou zařadit do nějaké sociální skupiny.

### Lokality
Některé z kulturních nebo přírodních památek prosluly vysokým počtem pokusů o sebevraždu. Patří k nim třeba most Golden Gate v San Francisku, japonský les Aokigahara, jihoanglický útes Beachy Head nebo torontský viadukt v ulici Bloor Street.
Počet těch, kteří od postavení mostu Golden Gate v roce 1937 až do roku 2010 spáchali skokem z něj sebevraždu, již přesáhl 1300. V mnoha lokalitách, kde k sebevraždám běžně dochází, byly vybudovány bariéry sebevražedným pokusům zabraňující . Příkladem je takzvaný Světelný závoj v Torontu a bariéry na Eiffelově věži v Paříži či budově Empire State Building v New Yorku. Od roku 2011 je budována bariéra i na mostu Golden Gate. Tyto zábrany se ukázaly být obecně velice účinné.

### Jiné živočišné druhy
Jelikož sebevražda vyžaduje vědomé rozhodnutí zemřít, někteří se domnívají, že z toho důvodu o ní nelze hovořit u jiných živočišných druhů než je člověk. Sebevražedné chování bylo pozorováno u bakterií salmonelly snažících se překonat jiné, konkurenční bakterie tím, že spustí odpověď imunitního systému proti nim. V Brazílii bylo rovněž zaznamenáno sebevražedné obranné chování dělníků mravenců rodu Forelius pusillus, kdy malá skupinka mravenců opustí každý večer bezpečí mraveniště, aby mohla utěsnit vchod do něj zvenčí.
Pokud je mšice kyjatka hrachová napadena slunéčkem sedmitečným, může explodovat; v důsledku toho jsou další jedinci tohoto druhu rozptýleni do okolí a ochráněni před útokem slunéčka, které samotné někdy hyne. Některé druhy termitů mají vojáky, kteří také explodují a pokrývají své nepřátele lepivou hmotou.
Zaznamenány byly i zprávy o psech, koních a delfínech, kteří spáchali sebevraždu, důkazy však nebyly příliš přesvědčivé. Sebevraždám zvířat se doposud věnovalo jen několik málo vědeckých studií.

## Pozoruhodné případy
Příkladem hromadné sebevraždy je „jonestownská“ kultovní sebevražda z roku 1978, při níž 918 členů tzv. Chrámu lidu, americké sekty vedené Jimem Jonesem, ukončilo svůj život po vypití hroznového nealkoholického nápoje Flavor Aid, do něhož byl přidán kyanid.
V posledních dnech bitvy o Saipan v roce 1944 spáchalo sebevraždu přes 10 000 japonských civilistů; někteří ukončili svůj život skokem z Útesu sebevrahů a Útesu Banzai.
Irská hladovka roku 1981, vedená Bobbym Sandsem, měla za následek 10 mrtvých. Jako příčina smrti bylo koronerem uvedeno „dobrovolné vyhladovění“ a nikoli sebevražda; původní „vyhladovění“ bylo na úmrtních listech opraveno po protestech rodin zemřelých stávkujících. O Erwinu Rommelovi bylo během 2. světové války zjištěno, že předem věděl o spiknutí 20. července, zaměřeném proti Hitlerovi, a bylo mu vyhrožováno veřejným soudním procesem, popravou a represáliemi vůči jeho rodině, pokud si sám nevezme život.